# Julie Caluwé
Julie Caluwé (27 mei 1992) is een Belgisch voormalig korfbalster. Zij won in de Belgische en Nederlandse competitie titels. Daarnaast was zij speelster van het Belgisch korfbalteam.

## Spelerscarrière

### Voorwaarts
Caluwé begon op 5-jarige leeftijd met korfbal bij Voorwaarts uit Edegem. Hier doorliep zij de jeugdteams. In 2009 maakte zij, op 16-jarige leeftijd, haar debuut in het eerste team van de club.
In seizoen 2011-2012 plaatste Voorwaarts zich voor de Belgische zaalfinale. In deze finale verloor Voorwaarts van Boeckenberg met 24-21. In het seizoen erna, onder leiding van coach Bart de Vylder stond Voorwaarts weer in een finale; dit maal de veldfinale. Ook nu was Boeckenberg de tegenstander en ook nu verloor Voorwaarts.
In seizoen 2017-2018 kreeg Voorwaarts een nieuwe kans op een Belgische titel, want de ploeg stond in de finale van de Beker van België. Voorwaarts won de finale met 18-17 van Borgerhout en won zodoende voor de eerste keer in de clubhistorie deze prijs. Caluwé scoorde in die wedstrijd, in de verlengingen, de beslissende korf op vrijworp.

### PKC, Nederland
In mei 2019 maakte Caluwé bekend over te stappen naar het Nederlandse PKC. Haar overstap kwam voor de club goed uit, want een aantal belangrijke dames zoals Nadhie den Dunnen en Mabel Havelaar hadden eerder bekendgemaakt te stoppen bij PKC. Hierdoor was PKC op zoek naar aanvallend ingesteld dames. Onder coach Daniël Hulzebosch werd Caluwé meteen basisspeelster. In haar eerste seizoen (2019-2020) gaf Caluwé meteen haar visitekaartje af door de vrouwelijke topscoorder van het team te worden met 65 goals. PKC stond na 17 wedstrijden op de 1e plaats in de Korfbal League, maar kon het seizoen niet afmaken vanwege de COVID-19 pandemie.
In seizoen 2020-2021 deed Caluwé goede zaken met PKC.
In de competitie was PKC ongeslagen en ging het als nummer 1 van Poule A de play-offs in. In de eerste play-off ronde werd DVO verslagen in 2 wedstrijden. In de tweede play-off ronde werd PKC wel getest, want het verloor de eerste wedstrijd van TOP. PKC kwam echter terug in de race, want het won de 2 wedstrijden hierna, waardoor PKC zich plaatste voor de zaalfinale. In de finale was Fortuna de tegenstander. Caluwé  startte in de basis van PKC en scoorde uiteindelijk 1 maal in deze finale. PKC won de wedstrijd met 22-18, waardoor het Nederlands kampioen werd.
In seizoen 2021-2022 deed PKC in het seizoen weer goede zaken. Gedurende de reguliere competitie verloor het slechts 2 wedstrijden. Hierdoor eindigde de ploeg als 2e en haalden ze als 1 van de favorieten de play-offs. In de play-off serie won PKC in 2 wedstrijden van concurrent DVO, waardoor PKC voor het 3e jaar op rij in de zaalfinale stond. Ook voor de 3e jaar op rij was Fortuna weer de tegenstander. De finale, die weer in een vol Ahoy werd gespeeld, was spannend. Uiteindelijk won Fortuna de finale met 22-21, waardoor PKC was onttroond als zaalkampioen. Caluwé zelf begon deze wedstrijd vanaf de reservebank. In de tweede helft werd zij ingezet, maar kwam niet tot scoren.
Direct na de verloren zaalfinale maakte Caluwé bekend te stoppen met topkorfbal.
Op 11 juni 2022 werd Caluwé met PKC kampioen in de veldcompetitie. Caluwé viel in de tweede verlenging in voor de gekwetste Zita Schröder en beëindigde zo haar Nederlands avontuur met een landstitel in Nederland. (DVO-PKC 23-24)

### Nationale ploeg
Daarnaast maakte Caluwé van 2011 tot 2022 deel uit van het Belgisch korfbalteam.
In die hoedanigheid nam ze deel aan de Europese kampioenschappen van 2014, 2016, 2018 en 2021. Tijdens het EK in Antwerpen (2021) werd Caluwé topschutter in de finale met 6 doelpunten en topschutter van het toernooi met 22 doelpunten. Daarnaast was ze met de nationale ploeg actief op de wereldkampioenschappen van 2011, 2015 en 2019 en op de Wereldspelen van 2013 en 2017. Haar laatste optreden in het nationaal team was op de Wereldspelen van 2022. In totaal speelde Caluwé 61 wedstrijden voor de Diamonds.

## Erelijst
- Landskampioen veldkorfbal: 1× (2022)
- Landskampioen zaalkorfbal: 1× (2021)
- Beker van België-winnaar: 1× (2018)
- Trofee Jerry Aerts (topschutter Topkorfbal League): 2012, 2014 en 2018
- "Speelster van de Topkorfballeague": 2009-2010, 2017-2018 en 2018-2019